# 卡斯蒂永拉巴塔耶
卡斯蒂永拉巴塔耶（法語：Castillon-la-Bataille，直译：「卡斯蒂永-战役」，法語發音：[kastijɔ̃ la bataj]），法国西南部城市，新阿基坦大区吉伦特省的一个市镇，隶属于利布尔讷区，其市镇面积为5.68平方公里，2022年1月1日时人口数量为3,320人，在法国城市中排名第3,444位。
卡斯蒂永拉巴塔耶位于吉伦特省东部，多尔多涅河右岸，其东侧与多尔多涅省接壤，是一个区域性的中心城市，利布尔讷—勒比松铁路和多条公路在此交汇。卡斯蒂永拉巴塔耶因1453年的卡斯蒂永战役而闻名，后者被普遍认为是英法百年战争的结束标志。

## 地名来源
根据当地旅游局官方网站的论述，“Castillon”一名出自拉丁语单词“Castellum”，意为“坚固的城堡”，对应现代法语“Château fort”；“-la-Bataille”后缀自1953年起成为当地官方名称的一部分。
卡斯蒂永拉巴塔耶所处区域历史上曾通行加斯科涅方言，该地在奥克语维基百科及同语言的OpenStreetMap中被标记为“Castilhon e Capitorlan”。
此外，因翻译标准不同，“Castillon-la-Bataille”在中文谷歌地图及多个汉语资料中被译为卡斯蒂永-拉巴塔耶。

## 历史

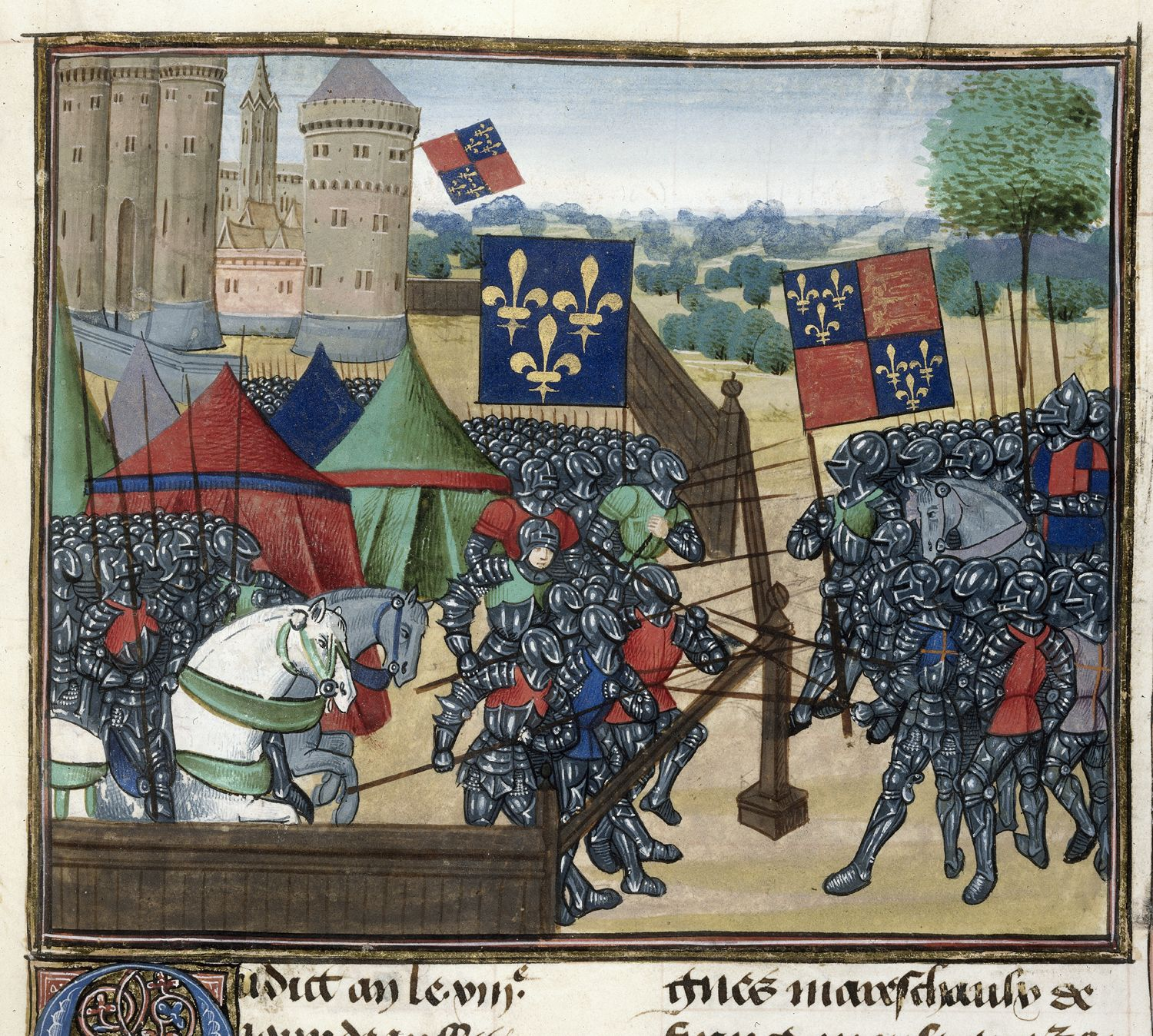
卡斯蒂永战役（绘画）

根据当地官方网站的论述，卡斯蒂永最初于公元845年被提及，该城池可能为查理曼所建。中世纪中期，卡斯蒂永为阿基坦公爵的一处领地。英法百年战争期间，卡斯蒂永长期被英格兰军队控制。1453年7月17日，让·比罗率领的法兰西军队在卡斯蒂永战役中取得了决定性的胜利，自此收复了阿基坦及吉耶讷等大部分领土，而英格兰将领约翰·塔尔博特则在战役中身亡。宗教战争初期，卡斯蒂永的居民多为新教徒，1586年马耶讷公爵夏尔·德·吉斯率军攻占卡斯蒂永并迫害和驱赶当地居民。1624年，在路易十三的要求下，卡斯蒂永城墙被拆除。十八世纪时，得益于多尔多涅河航路的开辟，卡斯蒂永逐渐发展成为一座商贸港口，当地兴建了神学院和一座新的教堂。法国大革命后，卡斯蒂永成为吉伦特省的一个市镇，当地的神学院被改作市政厅。19世纪初，卡皮图尔朗（Capitourlan）整体并入卡斯蒂永，该地由此更名为“卡斯蒂永和卡皮图尔朗”（Castillon-et-Capitourlan）。首座横跨多尔多涅的桥梁于1835年建成。1875年，途径卡斯蒂永的利布尔讷—勒比松铁路建成通车。第二次世界大战期间，卡斯蒂永曾接纳了大批来自法国东部沦陷区的居民。
在地方文化研究方面，当地地方史爱好者于1972年创建了卡斯蒂永地区古迹保护与历史研究协会（Groupe de recherches historiques et de sauvegarde archéologiques du Castillonnais）。

## 地理

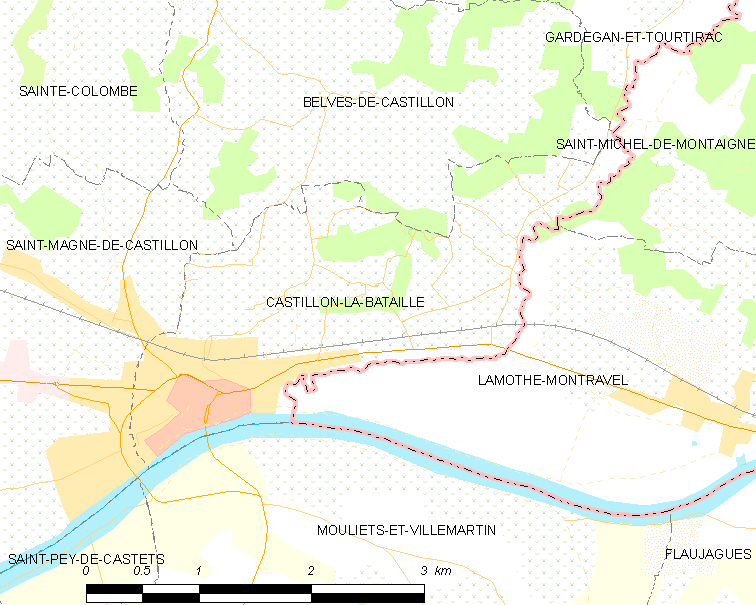
卡斯蒂永拉巴塔耶市镇范围地图

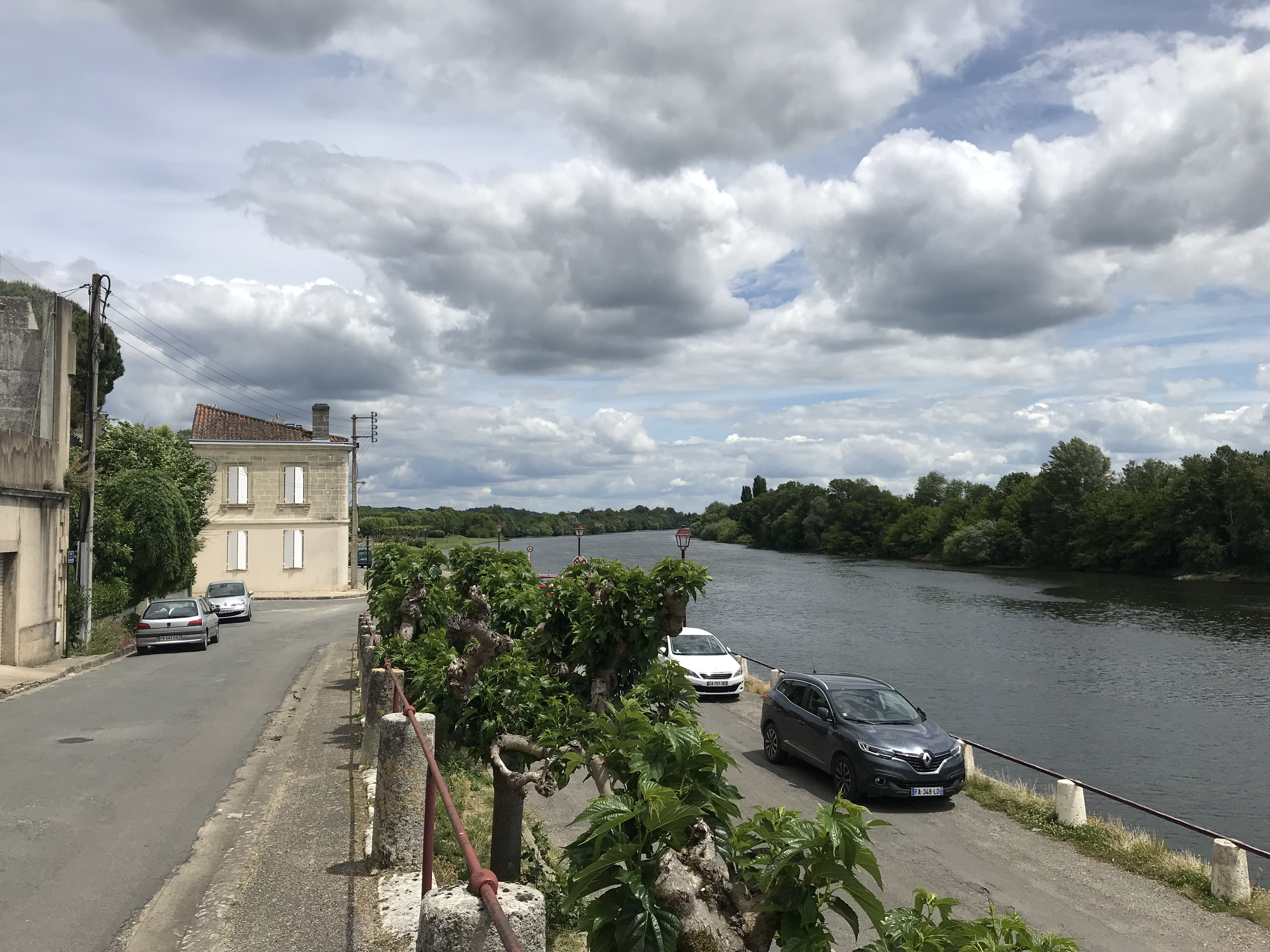
多尔多涅河畔的卡斯蒂永拉巴塔耶

卡斯蒂永拉巴塔耶位于法国西南部，新阿基坦大区中西部和吉伦特省东部，距离省会波尔多大约48公里。与卡斯蒂永拉巴塔耶接壤的市镇包括：贝尔韦斯-德卡斯蒂永、圣米歇尔德蒙泰涅、圣马涅德卡斯蒂永、拉莫特蒙特拉韦勒和穆列茨和维勒马丹。

### 地形
卡斯蒂永拉巴塔耶位于阿基坦平原腹地，境内以平原和浅丘为主，市镇中心地势较为平坦，多尔多涅河面与其右岸之间有近十米的高差，此外市镇核心区域略高于外围地区，全境海拔在2到104米之间。

### 水文
多尔多涅河干流自东向西流经卡斯蒂永拉巴塔耶市镇南界，其右岸支流里约韦尔河（Le Rieuvert）流经镇中心，后者水量较小，部分河段被人工建筑物覆盖。

### 植被
卡斯蒂永拉巴塔耶属于温带阔叶混交林区，林地多分布于河流附近，市区北部的浅丘地带开辟有葡萄酒种植园。
在鲜花城市的评比中，卡斯蒂永拉巴塔耶暂未被评级。

### 气候
卡斯蒂永拉巴塔耶在柯本气候分类法中属于温带海洋性气候（Cfb）。
距离卡斯蒂永拉巴塔耶最近的常年气象站位于圣埃米利永境内，以下为该气象站的数据（其中日照数据取自贝尔热拉克）：
| 圣埃米利永 1981年－2019年               | 圣埃米利永 1981年－2019年 | 圣埃米利永 1981年－2019年 | 圣埃米利永 1981年－2019年 | 圣埃米利永 1981年－2019年 | 圣埃米利永 1981年－2019年 | 圣埃米利永 1981年－2019年 | 圣埃米利永 1981年－2019年 | 圣埃米利永 1981年－2019年 | 圣埃米利永 1981年－2019年 | 圣埃米利永 1981年－2019年 | 圣埃米利永 1981年－2019年 | 圣埃米利永 1981年－2019年 | 圣埃米利永 1981年－2019年 |
| 月份                                    | 1月                       | 2月                       | 3月                       | 4月                       | 5月                       | 6月                       | 7月                       | 8月                       | 9月                       | 10月                      | 11月                      | 12月                      | 全年                      |
| --------------------------------------- | ------------------------- | ------------------------- | ------------------------- | ------------------------- | ------------------------- | ------------------------- | ------------------------- | ------------------------- | ------------------------- | ------------------------- | ------------------------- | ------------------------- | ------------------------- |
| 历史最高温 °C（°F）                     | 18.6 (65.5)               | 22 (72)                   | 26.3 (79.3)               | 30.8 (87.4)               | 35.5 (95.9)               | 39 (102)                  | 37.8 (100.0)              | 41.3 (106.3)              | 36.4 (97.5)               | 30.8 (87.4)               | 25.2 (77.4)               | 19.4 (66.9)               | 41.3 (106.3)              |
| 平均高温 °C（°F）                       | 9.8 (49.6)                | 11.6 (52.9)               | 15.3 (59.5)               | 18.3 (64.9)               | 22.2 (72.0)               | 26.1 (79.0)               | 27.6 (81.7)               | 27.7 (81.9)               | 24.2 (75.6)               | 20.1 (68.2)               | 13.2 (55.8)               | 9.8 (49.6)                | 18.8 (65.8)               |
| 日均气温 °C（°F）                       | 6.4 (43.5)                | 7.4 (45.3)                | 10.1 (50.2)               | 12.8 (55.0)               | 16.6 (61.9)               | 19.9 (67.8)               | 21.3 (70.3)               | 21.3 (70.3)               | 17.8 (64.0)               | 14.9 (58.8)               | 9.2 (48.6)                | 6.4 (43.5)                | 13.7 (56.7)               |
| 平均低温 °C（°F）                       | 2.9 (37.2)                | 3.1 (37.6)                | 5 (41)                    | 7.4 (45.3)                | 11 (52)                   | 13.6 (56.5)               | 14.9 (58.8)               | 14.8 (58.6)               | 11.4 (52.5)               | 9.6 (49.3)                | 5.2 (41.4)                | 3 (37)                    | 8.5 (47.3)                |
| 历史最低温 °C（°F）                     | −8.3 (17.1)               | −12 (10)                  | −9 (16)                   | −1.8 (28.8)               | 2.4 (36.3)                | 5.6 (42.1)                | 7.1 (44.8)                | 6.2 (43.2)                | 2.9 (37.2)                | −5.6 (21.9)               | −8 (18)                   | −9.7 (14.5)               | −12 (10)                  |
| 平均降水量 mm（）                       | 73.2 (2.88)               | 60.6 (2.39)               | 56.9 (2.24)               | 73.7 (2.90)               | 72.4 (2.85)               | 43.4 (1.71)               | 53.7 (2.11)               | 59.8 (2.35)               | 67.3 (2.65)               | 61.6 (2.43)               | 98.5 (3.88)               | 81 (3.2)                  | 802.1 (31.58)             |
| 月均日照時數                            | 85.4                      | 111.3                     | 167.4                     | 178                       | 210.8                     | 231.7                     | 248                       | 240.2                     | 199.3                     | 136.9                     | 88.7                      | 78.2                      | 1,975.9                   |
| 来源：infoclimat.fr, annuaire-mairie.fr |                           |                           |                           |                           |                           |                           |                           |                           |                           |                           |                           |                           |                           |

## 行政区划
卡斯蒂永拉巴塔耶的市镇编号为33108，邮政编号为33350。
在行政管理方面，卡斯蒂永拉巴塔耶隶属于法国新阿基坦大区吉伦特省利布尔讷区；在地方选举方面，卡斯蒂永拉巴塔耶是多尔多涅山丘县的中央投票站所在地，其市镇范围全境被划入吉伦特省第十选区；在社会管理方面，卡斯蒂永拉巴塔耶是卡斯蒂永-皮若勒市镇公共社区的办公驻地。
截至2023年10月，卡斯蒂永拉巴塔耶市镇范围内暂无任何城市敏感街区及城市政策优先街区。
法国国家统计与经济研究所（简称）在进行数据统计时，将卡斯蒂永拉巴塔耶及相邻的另外3个市镇设为卡斯蒂永拉巴塔耶城市核心区，另将包括卡斯蒂永拉巴塔耶在内的周边共3个市镇划为卡斯蒂永拉巴塔耶城市区。自2020年起，卡斯蒂永拉巴塔耶城市区被撤销，卡斯蒂永拉巴塔耶未被划入任何城市辐射区（Aire d'attraction）。此外，还将卡斯蒂永拉巴塔耶市镇整体看作一个“块区”（IRIS），以便于统计人口分布情况。

## 交通

### 公路
吉伦特省省道D17线、D119线、D123线和D936线在卡斯蒂永拉巴塔耶境内交汇。吉伦特省城际客运巴士316线经过卡斯蒂永拉巴塔耶，该线路可连接利布尔讷和佩勒格吕。
| 3 | 45 |

| 12 | 29 |

| 波尔多 | 51 |

| 利布尔讷 | 19 |

| 贝尔热拉克 | 45 |

| 大圣富瓦 | 21 |

| 朗贡 | 45 |

| 蒙蓬 | 27 |

2020年，58.4%的卡斯蒂永拉巴塔耶家庭拥有至少一辆私人汽车。2021年，卡斯蒂永拉巴塔耶境内共发生各类交通事故2起，造成5人受伤，其中2人重伤。

### 铁路

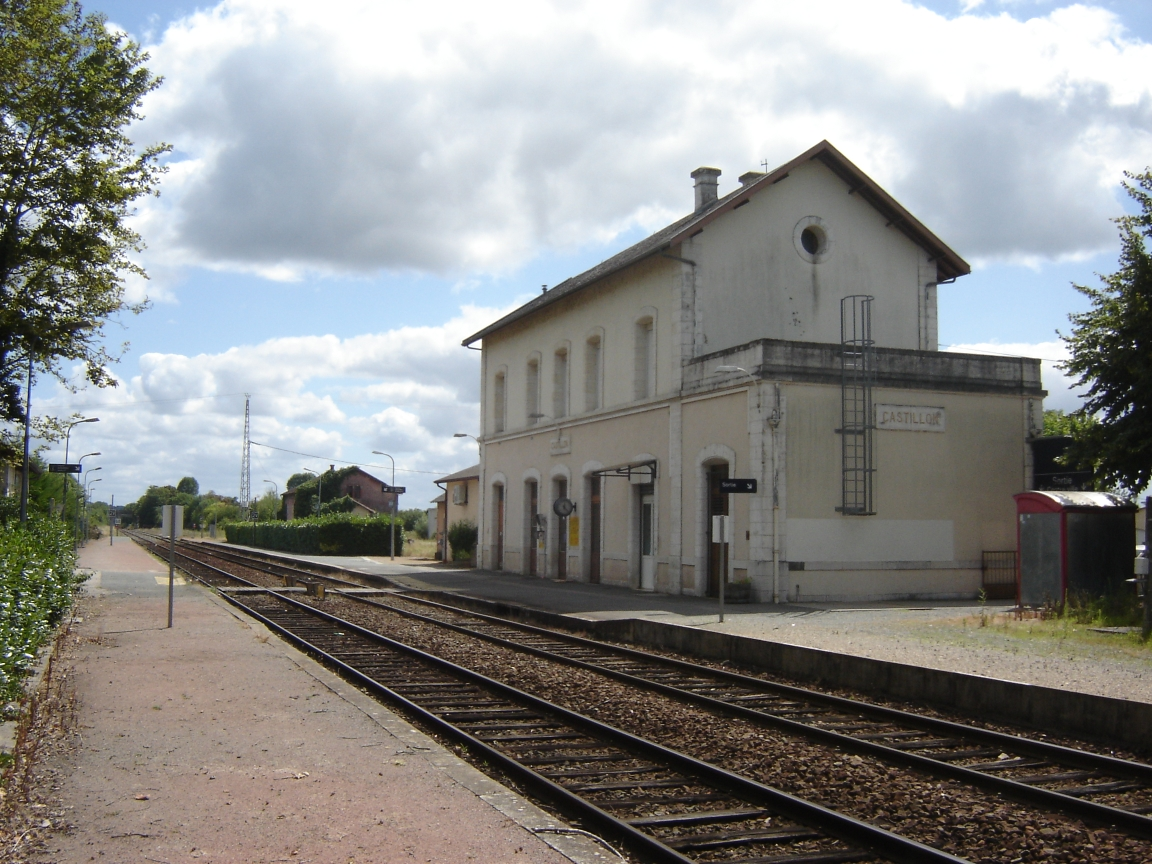
卡斯蒂永火车站的站台

卡斯蒂永拉巴塔耶位于利布尔讷—勒比松铁路上。卡斯蒂永站位于卡斯蒂永拉巴塔耶市区北部，该站停靠往返于波尔多和萨拉拉卡内达一线的区域列车。

### 航空
卡斯蒂永拉巴塔耶距离贝尔热拉克机场和波尔多-梅里尼亚克机场的公路里程分别约47公里和62公里。

### 城市公共交通
截至2023年10月，卡斯蒂永拉巴塔耶暂无任何城市公共交通系统。

## 政治

### 市政内阁

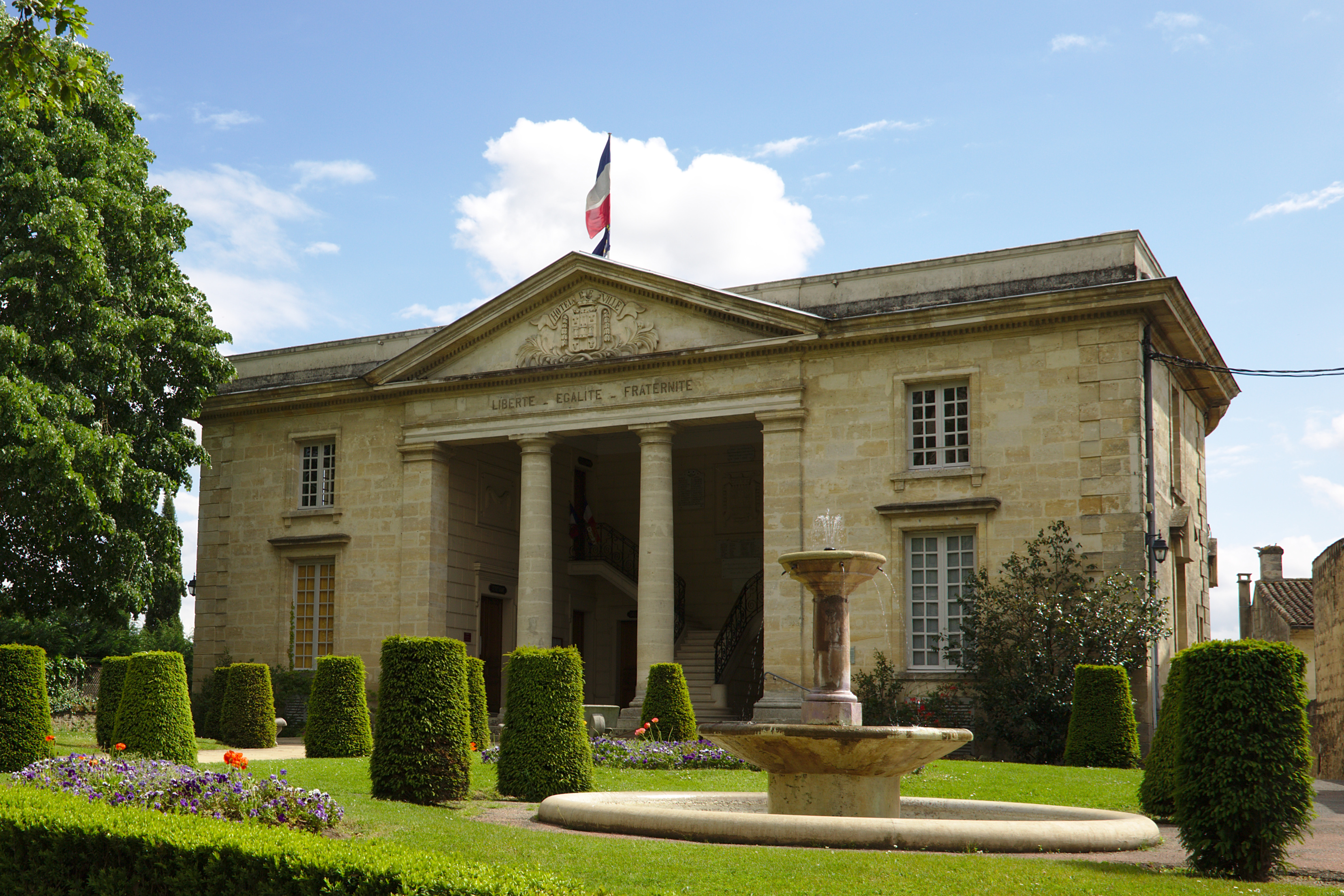
卡斯蒂永拉巴塔耶市政厅

卡斯蒂永拉巴塔耶的现任市长为雅克·布雷亚先生（Jacques BREILLAT），他是共和党的一名成员，在2020年的市政选举中获得了76.14%的支持率。
| 卡斯蒂永拉巴塔耶历届市长 | 卡斯蒂永拉巴塔耶历届市长                    | 卡斯蒂永拉巴塔耶历届市长        |
| 任期                     | 市长                                        | 党派                            |
| ------------------------ | ------------------------------------------- | ------------------------------- |
| （1971年以前资料暂缺）   |                                             |                                 |
| 1971年－1977年           | Jacques BOYER-ANDRIVET 雅克·布瓦耶-安德里韦 | UDF法国民主联盟 →PR法国共和人党 |
| 1977年－2008年           | Michel JOUANNO 马塞尔·若阿诺                | PS社会党                        |
| 2008年－2014年           | Michel HOLMIÈRE 米歇尔·奥尔米埃             | UMP人民运动联盟                 |
| 2014年－                 | Jacques BREILLAT 雅克·布雷亚                | UMP人民运动联盟 →LR共和黨       |

### 各级选举
| 卡斯蒂永拉巴塔耶历届投票选举结果 | 卡斯蒂永拉巴塔耶历届投票选举结果 | 卡斯蒂永拉巴塔耶历届投票选举结果 | 卡斯蒂永拉巴塔耶历届投票选举结果 | 卡斯蒂永拉巴塔耶历届投票选举结果 | 卡斯蒂永拉巴塔耶历届投票选举结果 | 卡斯蒂永拉巴塔耶历届投票选举结果 | 卡斯蒂永拉巴塔耶历届投票选举结果 | 卡斯蒂永拉巴塔耶历届投票选举结果 | 卡斯蒂永拉巴塔耶历届投票选举结果 |
| 选举项目                         | 选举范围                         | 选区单位                         | 选区单位内的选举结果             | 选区单位内的选举结果             | 选区单位内的选举结果             | 选区单位内的选举结果             | 选区单位内的选举结果             | 选区单位内的选举结果             | 参考资料                         |
| 选举项目                         | 选举范围                         | 选区单位                         | 第一轮胜出者                     | 第一轮胜出者                     | 支持率                           | 第二轮胜出者                     | 第二轮胜出者                     | 支持率                           | 参考资料                         |
| -------------------------------- | -------------------------------- | -------------------------------- | -------------------------------- | -------------------------------- | -------------------------------- | -------------------------------- | -------------------------------- | -------------------------------- | -------------------------------- |
| 2017年法國總統選舉               | 法國                             | 市镇                             |                                  | 玛丽娜·勒庞                      | 30.93%                           |                                  | 埃马纽埃尔·马克龙                | 57.38%                           | [ 27 ]                           |
| 2017年法国立法选举               | 吉伦特省第十选区                 | 市镇                             |                                  | 弗洛朗·布迪耶                    | 41.01%                           |                                  | 弗洛朗·布迪耶                    | 64.71%                           | [ 27 ]                           |
| 2019年欧洲议会选举               | 法國                             | 市镇                             |                                  | 若尔丹·巴尔代拉                  | 34.98%                           | （不适用）                       | （不适用）                       | （不适用）                       | [ 29 ]                           |
| 2021年法国省级选举               | 吉倫特省                         | 县                               |                                  | 雅克·布雷亚 莉莉娅娜·普瓦韦尔    | 42.1%                            |                                  | 雅克·布雷亚 莉莉娅娜·普瓦韦尔    | 58.55%                           | [ 30 ]                           |
| 2021年法国省级选举               | 吉倫特省                         | 市镇                             |                                  | 雅克·布雷亚 莉莉娅娜·普瓦韦尔    | 56.63%                           |                                  | 雅克·布雷亚 莉莉娅娜·普瓦韦尔    | 72.25%                           | [ 30 ]                           |
| 2021年法国大区选举               |                                  | 市镇                             |                                  | 埃德维热·迪亚兹                  | 31.14%                           |                                  | 阿兰·鲁塞                        | 39.18%                           | [ 31 ]                           |
| 2022年法国总统选举               | 法國                             | 市镇                             |                                  | 玛丽娜·勒庞                      | 33.28%                           |                                  | 玛丽娜·勒庞                      | 50.88%                           | [ 27 ]                           |
| 2022年法国立法选举               | 吉伦特省第十选区                 | 市镇                             |                                  | 桑德里娜·沙杜尔纳                | 32.87%                           |                                  | 桑德里娜·沙杜尔纳                | 51.36%                           | [ 27 ]                           |

## 人口
2020年，卡斯蒂永拉巴塔耶市镇人口数量为3,238，在法国排名第3,444位。其中男性1,471人，女性1,767人，75岁及以上人口占12.7%，外籍人口数量为620人，人口密度为570人/平方公里，当地居民被称为（男性）或（女性）。2021年，卡斯蒂永拉巴塔耶境内出生36人，死亡人口90人。
| 卡斯蒂永拉巴塔耶1901年－2020年人口变化情况 |
|                                            |
| 数据来源：Cassini、INSEE                   |

## 经济
卡斯蒂永拉巴塔耶是一个区域性的中心城市。截至2023年10月，卡斯蒂永拉巴塔耶市镇范围内共有各类用人单位（包含自雇）574家，平均历史为17年，其中99.28%为中小型企业（PME），2023年8月至10月间，当地的经济活力指数为0.17%。（葡萄酒蒸馏）、（物流快递）及（食品零售）是当地2021年营业额最高的三个企业，分别为4,016,999欧元、1,220,287欧元和375,271欧元。

## 财政与居民收入
2021年，卡斯蒂永拉巴塔耶的财政收入总额为3,370,350欧元，财政支出总额为2,904,390欧元，当年的债务总额为525,430欧元。2021年，卡斯蒂永拉巴塔耶市镇通过增值税获得8,450欧元的收入，此外当地还共获得了79,250欧元的国家直接财政补助。
2019年，卡斯蒂永拉巴塔耶的人均月收入总额为1,787欧元，其中高级职员为2,911欧元，低于法国平均水平（4,230欧元）；中级职员为2,206欧元，低于法国平均水平（2,411欧元）；普通职员为1,664欧元，亦低于法国平均水平（1,740欧元）。
2020年，卡斯蒂永拉巴塔耶境内的贫困率为36%，青壮年（15至64岁）失业率为18.8%；2022年，当地22.0%的家庭拥有纳税资格，平均纳税1,896欧元，低于法国平均水平（4,393欧元）。

## 社会事务

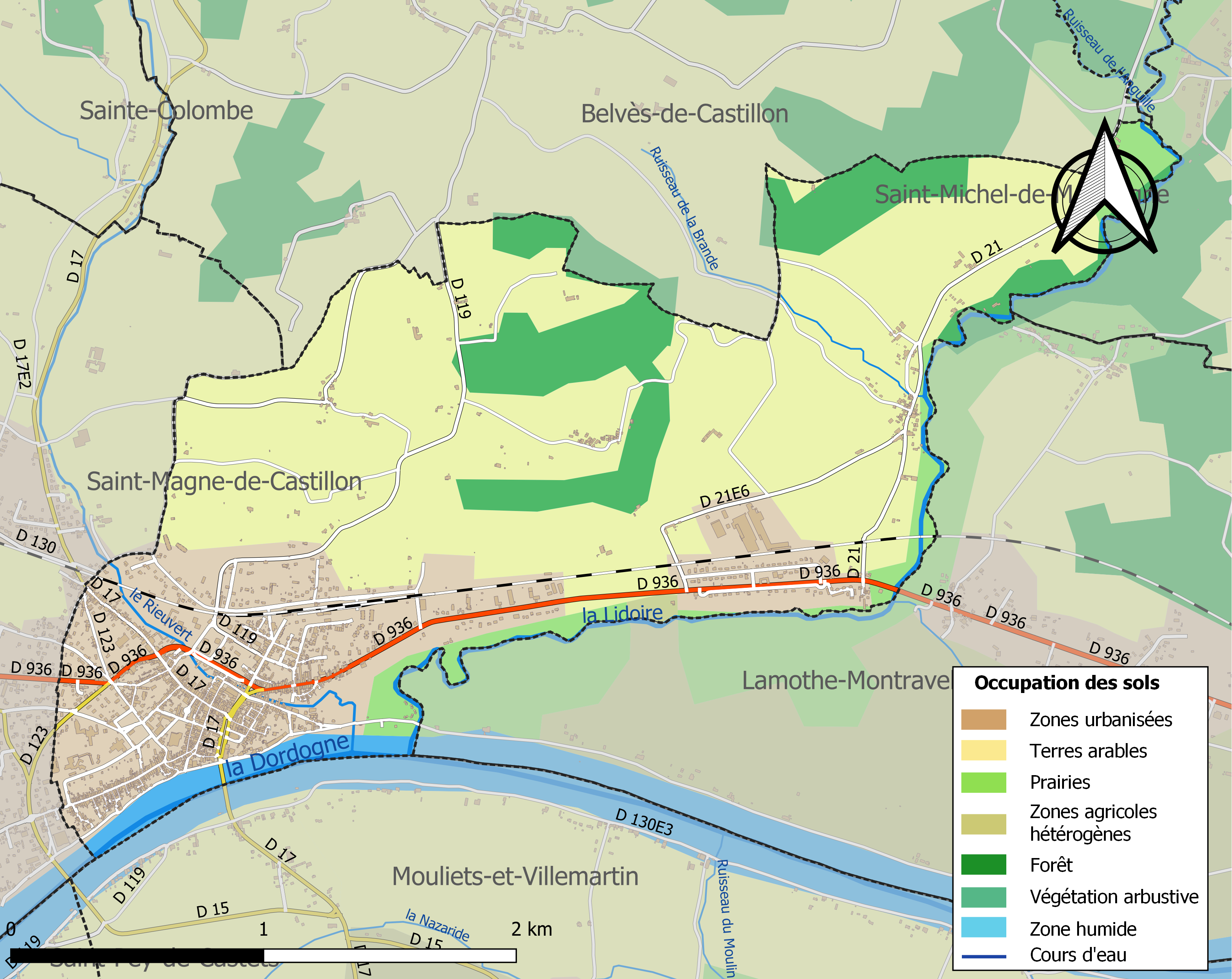
卡斯蒂永拉巴塔耶土地利用情况地图

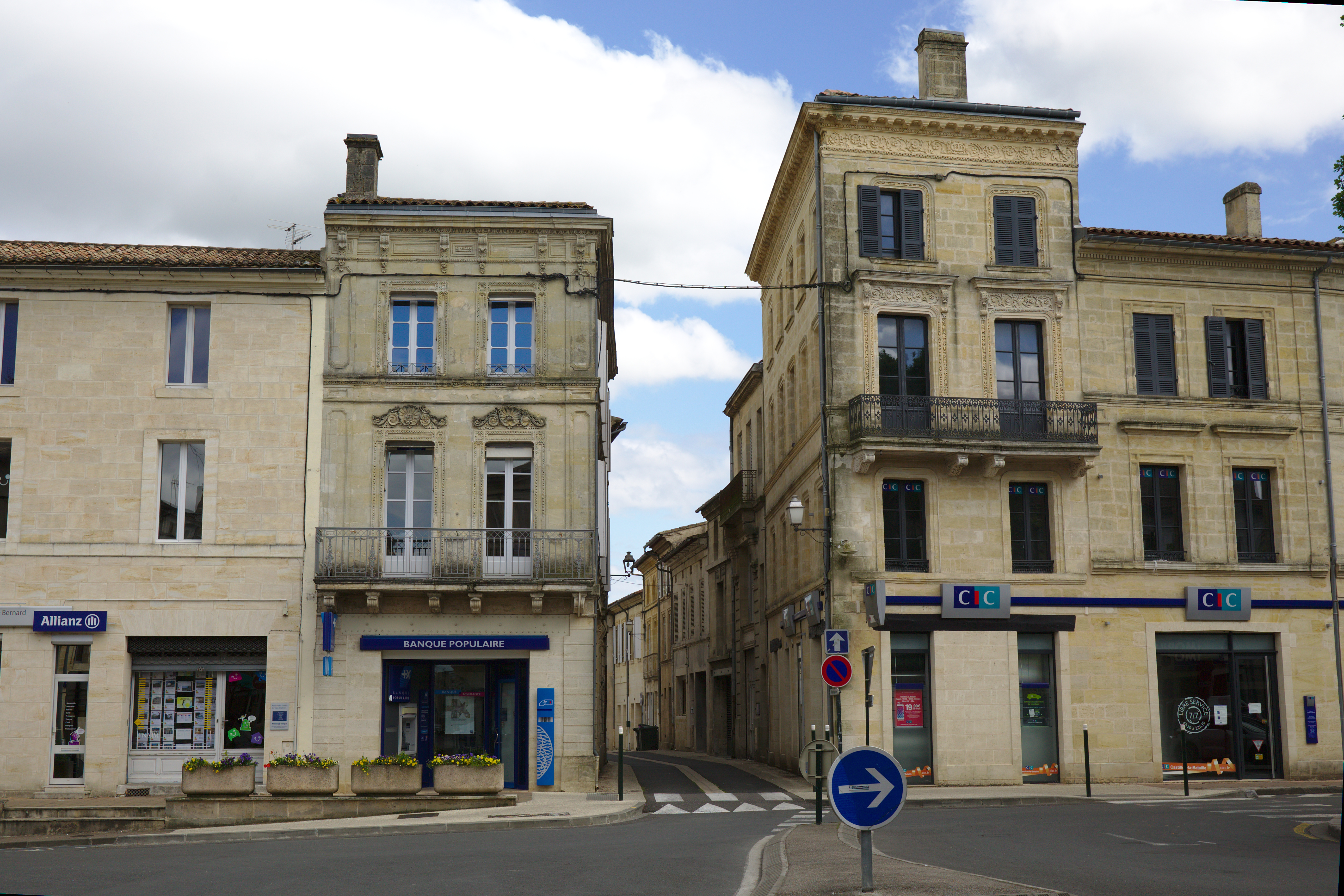
让-雅克·卢梭街口

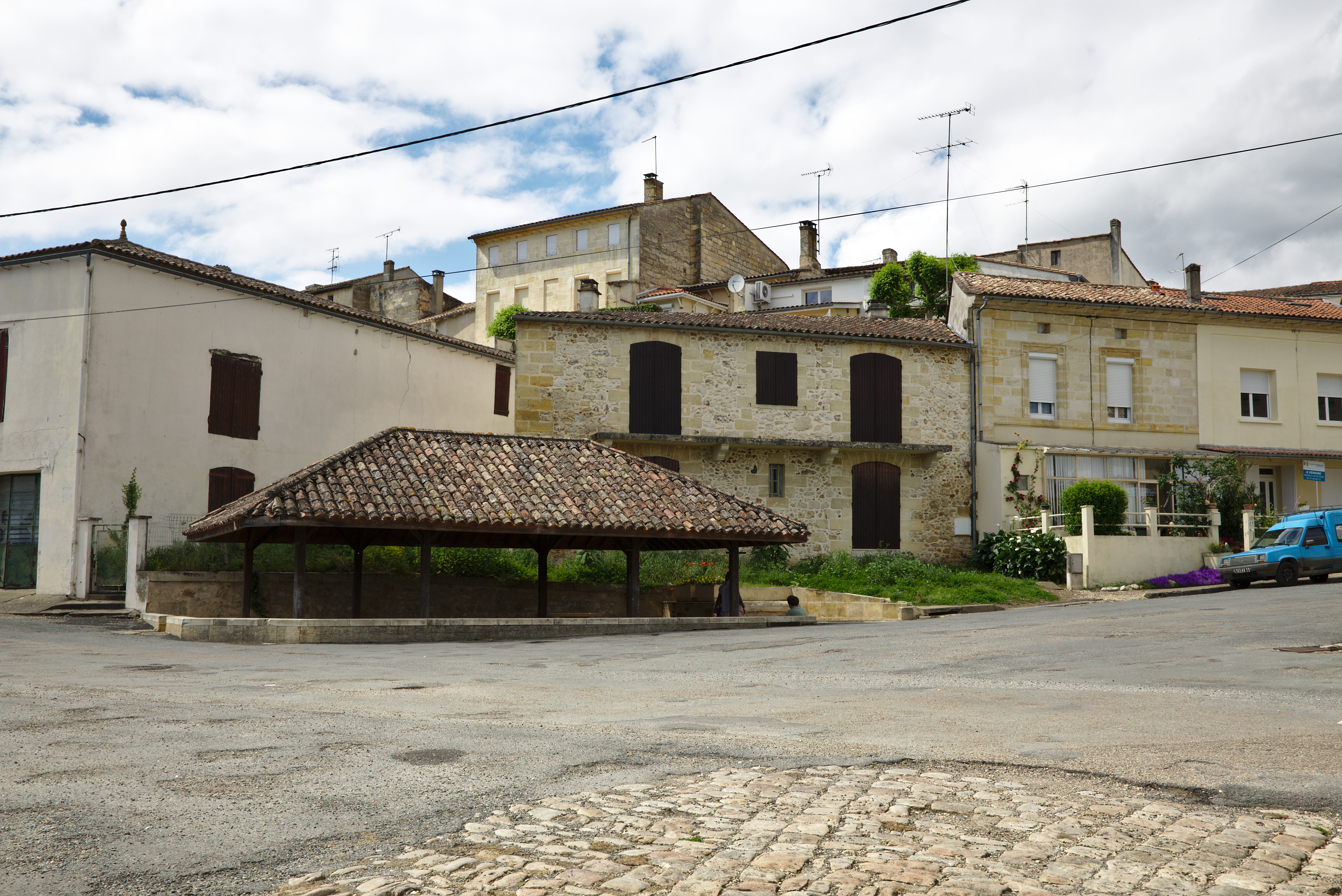
浣洗池

### 教育
卡斯蒂永拉巴塔耶属于波尔多学区。截至2021年1月1日，卡斯蒂永拉巴塔耶境内共有1所幼儿园、1所小学和1所初级中学。2021至2022学年度，卡斯蒂永拉巴塔耶境内共有在校中等教育阶段学生426名。

### 医疗
截至2021年1月1日，卡斯蒂永拉巴塔耶境内共有全科医生2名、保健师1名、牙医3名、护士12名、眼科医生1名和药房4家。
距离卡斯蒂永拉巴塔耶最近的区域性医疗机构为利布尔讷中心医院（Centre hospitalier de Libourne），其主病区罗贝尔·布兰医院（Hôpital de Robert Boulin）位于利布尔讷市区东北部，距离卡斯蒂永拉巴塔耶市区的正常车程大约21分钟，该院设有床位812个，是当地规模最大的公立综合性医院。

### 住房
2020年，卡斯蒂永拉巴塔耶境内共有各类住房1,982套，其中58.3%为独立式居民区，41.4%为集中式居民区。常住房屋占卡斯蒂永拉巴塔耶市镇范围内居民建筑总量的79.8%。
在住房保障政策方面，2022年，卡斯蒂永拉巴塔耶境内共有496户家庭获得了住房经济补助，受益人数占总人口数量的16.2%，其中486份为房租补助。

### 商业
2021年，卡斯蒂永拉巴塔耶境内共有各类实体商铺88家，其中餐厅8家、大型超市3家、面包房6家、肉铺4家、书店1家、装饰品店1家、银行门店4家、美容美发店7家、汽车维修店3家。市中心建有Intermarché、Lidl等购物商场。

### 体育
2021年，卡斯蒂永拉巴塔耶境内共有3处网球场以及1处篮球或排球场。
截至2023年10月，卡斯蒂永拉巴塔耶境内暂无任何注册足球俱乐部。

### 环境
卡斯蒂永拉巴塔耶的环境事务由其所属的卡斯蒂永-皮若勒市镇公共社区联合各级政府协调负责。2021年，卡斯蒂永拉巴塔耶境内暂无污染企业。

### 治安
2021年，卡斯蒂永拉巴塔耶市镇范围内有1处宪兵队。
卡斯蒂永拉巴塔耶及其附近的共129个市镇是利布尔讷国家宪兵队（zone gendarmerie de Libourne）的管辖范围。2020年，该宪兵队累计记录各类案件6,055起，其中盗窃类案件3,097起，经济类案件945起，毒品交易类案件198起。

## 文化

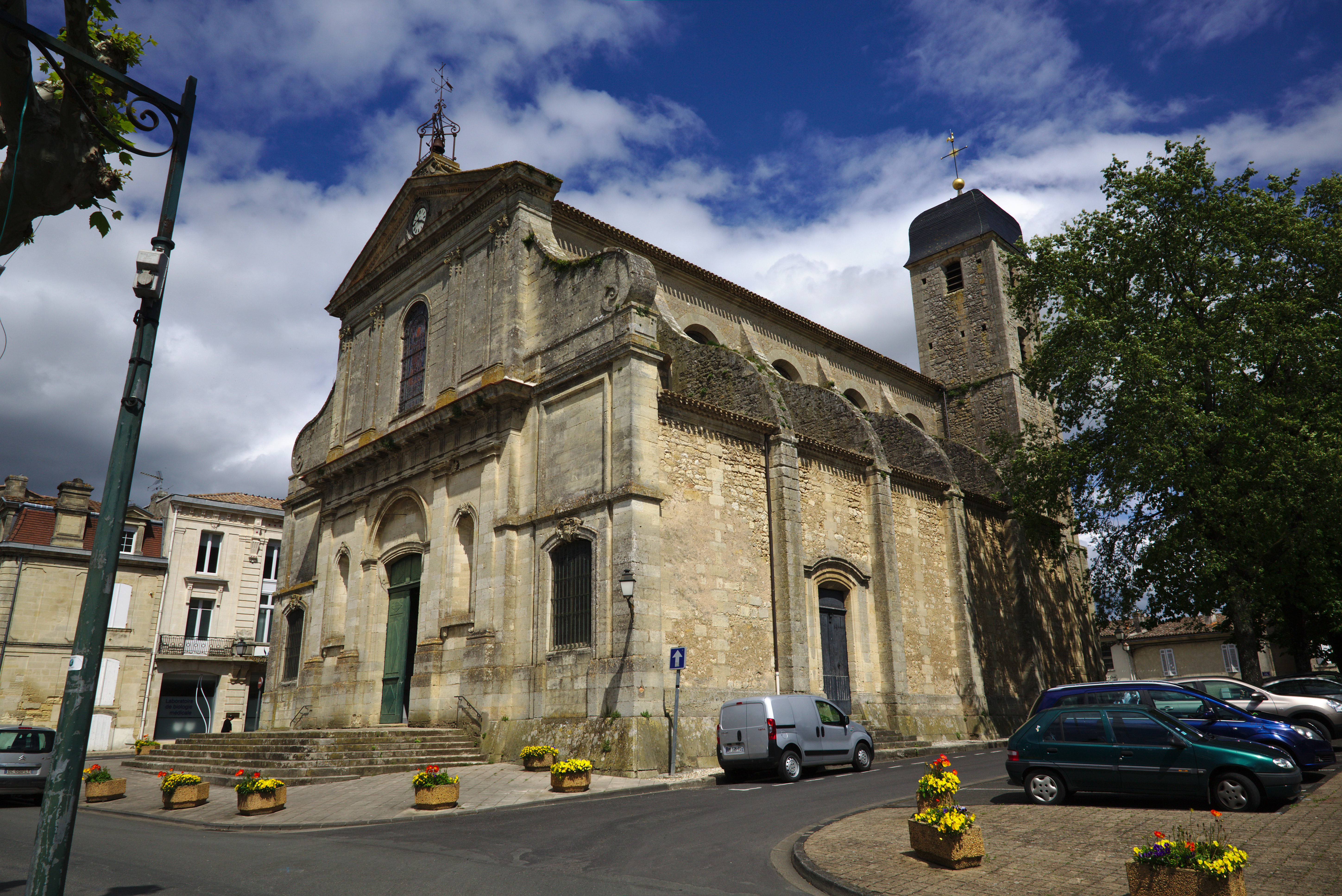
圣桑福里安教堂

2021年，卡斯蒂永拉巴塔耶境内暂无任何文化设施。卡斯蒂永拉巴塔耶市政府提供多媒体中心，每周一、二、三、五、六向公众开放。

### 建筑
卡斯蒂永拉巴塔耶境内有多处历史建筑，其中圣桑福里安教堂（Église Saint-Symphorien de Castillon-la-Bataille）为法国国家文物保护单位。

### 旅游
卡斯蒂永拉巴塔耶的旅游事务由其所属的卡斯蒂永-皮若勒市镇公共社区负责。2023年，卡斯蒂永拉巴塔耶境内共有1家酒店共计15间房间；另有1个露营地，可容纳共35辆露营车。

### 媒体
法国主要的媒体均可在卡斯蒂永拉巴塔耶接收，法国电视三台下属的新阿基坦大区频道在部分时段播出卡斯蒂永拉巴塔耶所在吉伦特省的地方新闻。《西南报》、蓝色法兰西吉伦特广播、波尔多电视台等是当地主要的地方性媒体。

## 相关人物
英格兰将领第一代什鲁斯伯里伯爵约翰·塔尔博特在卡斯蒂永战役中身亡。法国赛艇运动员安托万·韦德雷纳出生并逝世于卡斯蒂永拉巴塔耶。

## 友好城市
截至2023年10月，卡斯蒂永拉巴塔耶共与三座城市建立了友好城市关系：
- 德国 纳布堡
- 西班牙 卡斯坎特
- 希腊 [Επισκοπή] 错误：{{Lang}}：無法辨識代碼 gre（帮助）